# Poperings Nunnebier
Poperings Nunnebier is een Belgisch bier van hoge gisting.
Het bier wordt gebrouwen in Brouwerij Verhaeghe te Vichte in opdracht van Drankcentrale Nevejan te Krombeke. 
Het is een goudblond bier met een alcoholpercentage van 7,2%.

## Ontstaan
Tijdens een persconferentie aanvang 2007 werd het bier voorgesteld aan de pers, als tegenhanger van het bier van de Paters van Sint-Sixtus (Westveteren). Nunne is namelijk het West-Vlaams dialect voor non. Enkele weken later bleek het bier een grap van de carnavalsgroep “Sint-Syfilia” te zijn. Door de perscampagne was de vraag naar het bier echter zo groot dat uiteindelijk beslist werd om het bier te creëren en in juni 2007 werd het op de markt gebracht.